# Серовская культура
Серовская культура — археологическая культура сибирского неолита (IV—III тыс. до н. э.). Была распространена в Приангарье, на Верхней Лене, на зап. побережье оз. Байкал (поздний этап). Выделена Окладниковым в 1930-е гг. Сменилась глазковской культурой.
Носители активно использовали бересту. Жилища, вероятно, были наземными типа чума. Есть свидетельства использования усовершенствованного лука и стрел, которые позволили перейти от коллективной охоты к индивидуальной. На стойбищах обнаружены керамические сосуды, каменные ножи, костяные иглы, украшения из клыков кабана, орудия из нефрита. Основу хозяйства составляла охота (лось) и рыболовство. К серовской культуре относятся многочисленные наскальные рисунки на каменных островах Ангары. Главными персонажами являлись изображения лосей и рыб.
Антропологический облик — монголоиды. Генетические исследования связывают носителей серовской культуры с гаплогруппами мтДНК D, а также G2, C, Z. Делается предположение, что наследниками серовской культуры являются тунгусо-маньчжурские народы, которые в процессе миграции в низовья Амура вступали во взаимодействие с аборигенными нивхами. Равным образом, согласно этой гипотезе Маньчжурия выпадает из числа регионов, где была прародина маньчжуров. В «серовский» период предки тунгусов изобрели лыжи и поняга.